# Teiche in der Heubachniederung
Teiche in der Heubachniederung este o arie protejată (sit de importanță comunitară — SCI) din Germania întinsă pe o suprafață de 331,92 ha, integral pe uscat.

## Localizare
Centrul sitului Teiche in der Heubachniederung este situat la coordonatele 51°48′42″N 7°13′19″E / 51.8117°N 7.2219°E.

## Înființare
Situl Teiche in der Heubachniederung a fost declarat sit de importanță comunitară în august 1999 pentru a proteja 5 specii de animale.

## Biodiversitate
Situată în ecoregiunea atlantică, aria protejată conține 7 habitate naturale: Lacuri eutrofice naturale cu vegetație de tip Magnopotamion sau Hydrocharition, Lacuri și iazuri distrofice naturale, Cursuri de apă de la nivel de câmpie la nivel montan, cu vegetație Ranunculion fluitantis și Callitricho-Batrachion, Pajiști uscate europene, Liziere de ierburi înalte hidrofile de câmpie și de nivel montan până la alpin, Păduri acidofile de stejar bătrân cu Quercus robur pe câmpii nisipoase, Mlaștini împădurite.
La baza desemnării sitului se află mai multe specii protejate:
- amfibieni (1): triton cu creastă (Triturus cristatus)
- mamifere (1): vidră de râu (Lutra lutra)
- nevertebrate (1): libelule (Leucorrhinia pectoralis)
- pești (2): țipar (Misgurnus fossilis), boarță (Rhodeus amarus)

Pe lângă speciile protejate, pe teritoriul sitului au mai fost identificate 14 specii de plante, 3 specii de amfibieni, 4 specii de mamifere, 13 specii de nevertebrate, 3 specii de reptile.